# Parafia św. Dymitra w Śnietnicy
Parafia Świętego Dymitra w Śnietnicy – parafia greckokatolicka w Śnietnicy, w dekanacie krakowsko-krynickim archieparchii przemysko-warszawskiej. Założona w 1994 roku.